# Eduardo Serrano (actor)
Andrés Eduardo Serrano Acevedo (Caracas, 30 de noviembre de 1942), más conocido como Eduardo Serrano, es un actor venezolano. Con una destacada trayectoria como director de teatro y locución.

## Biografía
Empezó su carrera a los 14 años tras abandonar sus estudios para comenzar con la actuación. A mitad de 1980 trabajó en cine. Su debut fue en el teatro de la Universidad Central de Venezuela mientras trabajaba como recepcionista.En la década de 1960 se destaca como actor de doblaje, prestando su voz en español a múltiples y notorios filmes, compartiendo trabajo con actores como Bienvenido Roca, Carlos Omaña y Framk Maneiro; Su carrera como actor de doblaje se detuvo cuando el doblaje desapareció de Caracas a falta de clientes.
En televisión comienza con 23 años en 1965 trabajando al mismo tiempo en dos novelas: La criada malcriada y La tirana. Conocido por la telenovela Las Amazonas.
En 2015 cumplió ya 50 años de trayectoria artística en cine, teatro y televisión.

## Vida personal
En 1968 se casó con la actriz Carmen Julia Álvarez, hasta 1975. En 1978 con la actriz y cantante Mirtha Pérez, y en 1995 con Haidy Velázquez. Es padre de tres hijos; Leonardo Andrés, Miguel Eduardo y de la actriz Magaly Serrano, además tiene un nieto llamado Víctor Andrés. Actualmente reside tanto enMiami, Estados Unidos como en Caracas, Venezuela.

## Filmografía

### Telenovelas y series
- La Suerte de Loli - Alonso Castro
- Decisiones: unos ganan otros pierden (2020)[2]
- La fan (2017) - Pascual Blanco
- Tómame o déjame (2015) - Andrés
- Escándalos (2015) - Bernardo Clemente Anzola / Enzo Pelegrino / Detective Jorge Ribbo
- Voltea pa' que te enamores (2015) - Jose Salas
- Demente criminal (2014) - Andrew Yépez
- Los secretos de Lucía (2013) - Ignacio Cabello
- El rostro de la venganza (2012) - Juan Mercader
- Natalia del Mar (2011) - Valerio Moncada
- La mujer perfecta (2010–2011) - Guillermo Toro
- Si me miran tus ojos (2009) - Ernesto Salaverry
- Dame chocolate (2007) - Lorenzo Flores
- El desprecio (2006) - Israel Santamaría
- Decisiones (2005)
- El cuerpo del deseo (2005) -  Felipe Madero
- ¡Anita, no te rajes! (2004) - Emiliano Contreras
- Juana, la virgen (2002) - Rogelio Vivas
- Viva la Pepa (2000-2001) - Ulises Graziani
- Soledad (2001) - Gonzalo
- Muñeca de trapo (2000) - Eugenio Arteaga
- Mujercitas (1999) - Cristóbal Zubillán
- Cambio de piel (1997-1998) - José Ignacio Quintana
- La Inolvidable (1996) - Maximiliano Montero
- Volver a vivir (1996) - Bruno Santander
- Piel (1992) - Max
- Emperatriz (1990) - Leonidas León
- La sombra de Piera (1989) - Sebastián
- Amor de Abril (1988) - Eduardo Duarte
- Rosa María: El ángel del barrio (1986)
- El sol sale para todos (1986) - Santiago Falcón
- Las amazonas (1985) - Rodrigo Ignacio Izaguirre Campos
- Orquídea: Eternamente tuya (1984) - Alejandro
- Julia (1984) - Eduardo Uzcátegui
- La venganza (1983) - Miguel Antonio Araujo
- Querida mamá (1982) - Arturo Ruíz Terán
- La heredera (1982) - Alfredo Méndez
- Andreína (1981) - Carlos Eduardo
- Sorángel (1981) - Luis Enrique Cortez
- El despertar (1980) - David Rivas Palacios
- Emilia (1979) - Alejandro Aguirre
- Tres mujeres (1978) - Alberto Marcano
- Laura y Virginia (1977) - Fernando Lujan Quiroga
- La Zulianita (1976) - Hernán Anselmi
- Daniela (1976) - Gustavo
- Expediente para un amor (1976)
- Cumbres borrascosas (1976) - Edgardo Linton
- Mamá (1974)
- Isla de brujas (1974) - Emilio
- María Soledad
- La Guaricha
- Mily (1973) - Diego
- Simplemente María - Maestro Esteban
- Estación central (1972)
- Mariana Montiel (1967)
- La tirana (1965)
- La criada malcriada (1965)

### Cine y teatro
- Locos y Peligrosos (2016)
- El celibato (2011)
- Tosca, la verdadera historia (2001)
- Juegos bajo la luna (2000)
- Fosa común (1998)
- Mátenme, por favor (1991)
- El hombre que hacía click (1982)
- Cangrejo II (1984)